# برگه ۱۹
برِگه ۱۹ (به فرانسوی: Breguet 19) یک هواگرد دوباله با کاربری بمب‌افکن سبک و هواپیمای شناسایی بود، که قابلیت پرواز طولانی را نیزداشت و در شرکت فرانسوی برگه اویاسیون طراحی و از سال ۱۹۲۴ تولید شد. در حدود ۲۷۰۰ فروند از این هواپیما تولید شد. بکارگیرنده اصلی این هواپیما نیروی هوایی فرانسه بود، ولی در عین حال ۲۰ کشور دیگر نیز از این هواپیما در ارتش خود استفاده کردند. نیروی هوایی شاهنشاهی ایران نیز ۲ فروند از این هواپیما را سفارش داده و به خدمت گرفت.

## توسعه

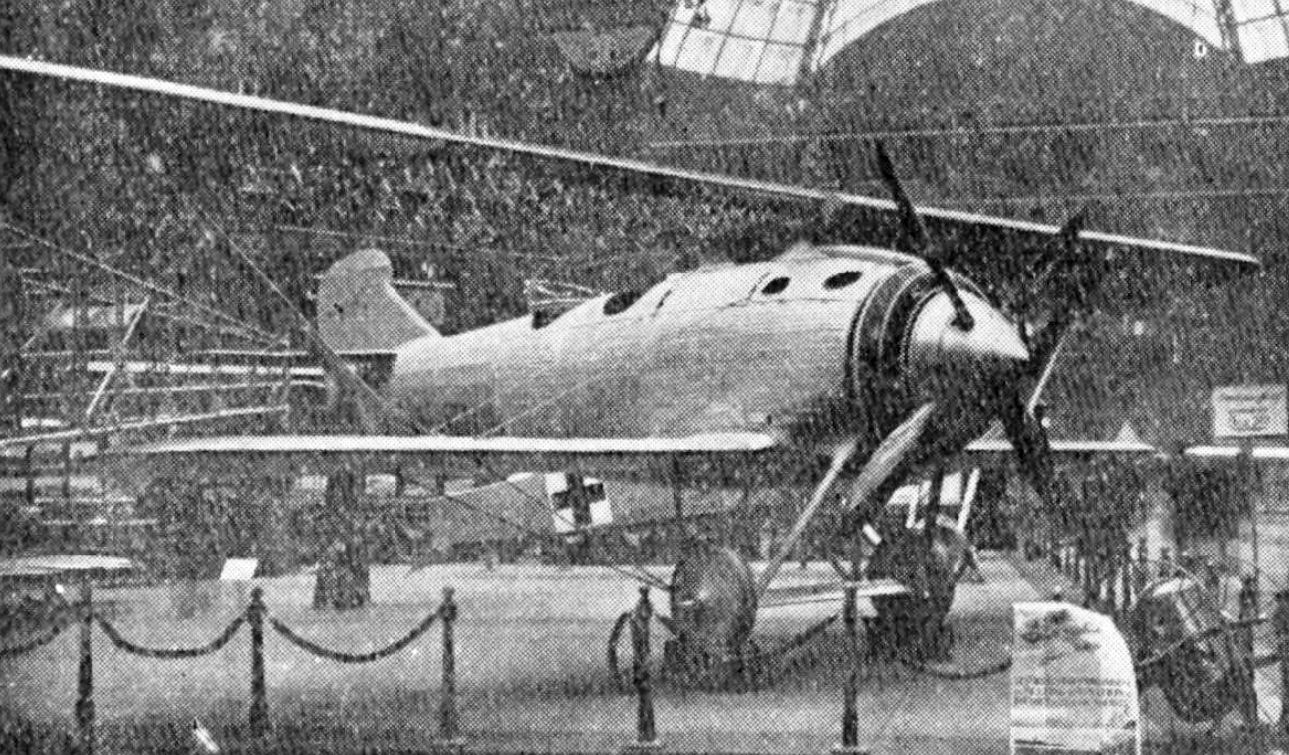
نمونه اولیه برِگه ۱۹ عکس از L'Aerophile دسامبر ۱۹۲۱

برگه ۱۹ به عنوان جانشینی برای بمب افکن بسیار موفق جنگ جهانی اول برگه ۱۴، طراحی شد. در ابتدا قرار بود با موتور بوگاتی U-16 با قدرت ۳۴۰ کیلووات (۴۵۰ اسب بخار) که یک ملخ چهار پره را به حرکت درمی‌آورد، تولید شود و نمونه اولیه آن در هفتمین نمایشگاه هوایی پاریس در نوامبر ۱۹۲۱ با این موتور به نمایش گذاشته شد. یک تجدید نظر در طرح اصلی در مارس ۱۹۲۲ با استفاده از یک موتورخطی هوایی Renault 12Kb به قدرت ۳۴۰ کیلووات (۴۵۰ اسب بخار) انجام شد.
پس از آزمایش‌های، برگه ۱۹ توسط نیروی هوایی فرانسه در سپتامبر ۱۹۲۳ سفارش داده شد.
تولید انبوه، هم برای نیروی هوایی فرانسه و هم برای صادرات، در فرانسه در سال ۱۹۲۴ آغاز شد.
در مجموع، بیش از ۲٬۰۰۰ فروند هواپیمای برگه ۱۹ در فرانسه تولید شد و حدود ۷۰۰ فروند توسط کارخانجات، کاسا اسپانیایی، ناکاجیما ژاپنی، SABCA بلژیکی و کارخانه هواپیماسازی یوگسلاوی در کرالیفو ساخته شد.

## طراحی
برگه ۱۹ یک هواپیمای دوباله، با طرحی متعارف و بال‌های مهاربندی شده بود که بال پایینی آن به‌طور قابل توجهی کوچکتر از بال بالایی بود. بدنه هواپیما دارای مقطعی بیضی شکل بود و با لوله‌هایی از جنس دورآلومین قاب‌بندی شده یود.برگه با استفاده گسترده از دورآلومین به عنوان یک متریال ساخت،
به ساختاری غیرعادی سبک نسبت به اندازه در مقایسه با جای فولاد یا چوب دست یافت. این هواپیما سریعتر از بمب افکن‌های دیگر و حتی بسیاری از هواپیماهای جنگنده بود که منجر به علاقه گستردهای به آن شد که با ثبت رکوردهای موفقیت‌آمیز در پروازها، این علاقه بیشتر نیز گردید. بدنه جلو با صفحاتی از دورالومین پوشانده شده بود، در حالی که پوشش دم، بدنه عقب و بال‌ها از کتان بود. هواپیما دارای یک ارابه فرود متعارف (دو چرخ اصلی در جلو و در مرکز ثقل هواپیما و یک چرخ کوچک در دم) بود.
هواپیما دارای دو سرنیشین بود، خلبان و افسر اسلحه (بمب انداز)، پشت سر هم در کابین‌های روباز، نشسته بودند و دارای کنترل‌های دوگانه بودند.
یک قبضه مسلسل ثابت ۷٫۷ میلی‌متری (۰٫۳۰۳ اینچی) ویکرز که با هماهنگ‌ساز اسلحه توسط خلبان به کار گرفته می‌شد، در حالی که افسراسلحه دارای دو قبضه مسلسل لوئیس ۷٫۷ میلی‌متری (۰٫۳۰۳ اینچی) بود. مسلسل چهارمی نیز وجود داشت که افسراسلحه می‌توانست بوسیله آن و از طریق سوراخی در کف به سمت پایین شلیک کند. نوع جنگ شبانه Br.19CN2 دو مسلسل ثابت شلیک به جلو نصب شده بود.
این بمب افکن می‌توانست تا ۴۷۲ کیلوگرم (۱۰۴۱ پوند) بمب را در زیر بدنه یا بمب‌های کوچک تا ۵۰ کیلوگرم (۱۱۰ پوند) را به صورت عمودی در یک محفظه بمب داخلی حمل کند.
نوع شناسایی می‌توانست بمب‌های ۱۲×۱۰ کیلوگرمی (۲۲ پوندی) را حمل کند. نوع شناسایی دارای دوربین نصب شده بود که در نوع بمب افکن اختیاری بود. همه انواع مجهز به رادیو بودند.

## سوابق عملیاتی
برگه ۱۹ غسل تعمید آتش خود را در جنگ داخلی اسپانیا انجام داد، جایی که ستون اصلی ناوگان بمب افکن نیروی هوایی جمهوری‌خواه اسپانیا (دولت) بود.

### یونان
در جنگ یونان و ایتالیا که در طول جنگ جهانی دوم رخ داد، ۱۸ فروند برگه ۱۹ در زمان شروع جنگ عملیاتی شدند. رصد شماره ۱ (واحد حمایت هوایی از نیروهای زمینی)، تحت فرماندهی سپاه یکم، مستقر در Perigiali، در نزدیکی کورینس و رصد شماره ۲ تحت فرماندهی سپاه دوم، مستقر در لاریسا و کوزانی.
در ۴ نوامبر ۱۹۴۰، یک برگه ۱۹ نیروی هوایی سلطنتی یونان از رصد شماره ۲ برای حمله به نیروهای ایتالیایی (لشکر سوم آلپی (جولیا)) فرستاده شد. سه فروند برگه ۱۹ دیگر که برای بمباران لشکر ایتالیایی فرستاده شده بودند، خود توسط سه جنگنده فیات سی‌آر. ۴۲ فالکو مورد حمله قرار گرفتند. یک برگه ۱۹ سرنگون شد، یکی سقوط کرد و سومی که به پایگاه بازگشت، به شدت آسیب دیده بود.

## تاریخچه هواپیمای برگه ۱۹ در ایران

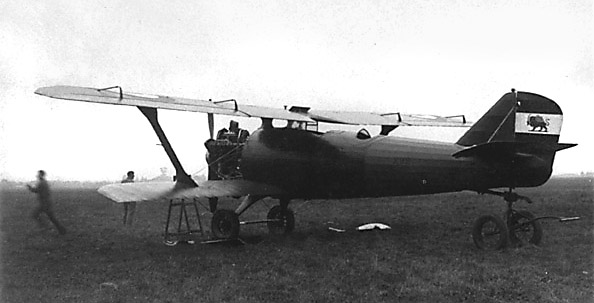
یکی از دو برگه ۱۹ تحویلی به ایران با نشان شیر و خورشید

در ۵ اسفند ۱۳۰۴ یک هواپیمای برگه – ۱۹ با هدایت احمد نخجوان، خلبان تازه‌کار ایرانی که در فرانسه آموزش دیده بود، با پرچم و نشان ایران از مبدأ فرانسه وارد پایگاه قلعه مرغی تهران شد. بدین ترتیب در این تاریخ اولین هواپیمای نیروی هوایی ایران با هدایت یک خلبان ایرانی مرزهای بین‌المللی را گذراند و به فضای پروازی ایران رسید. در همین دوره زمانی نیروی هوایی ایران از قالب یک اداره کوچک در ستاد فرماندهی ارتش خارج شده و به یک نیروی جداگانه تبدیل شده بود که نیروی هوایی شاهنشاهی ایران نام گرفته بود.

## کاربران
آرژانتین
- نیروی هوایی آرژانتین ۲۵ فروند دارای موتور Lorraine-Dietrich 12Eb.[۷]

 بلژیک
- نیروی هوایی بلژیک در سال ۱۹۲۴ شش فروند از مدل B2 خریداری نموده و ۱۴۶ فروند A2 و B2 دیگر، تحت امتیاز در SABCA طی سال‌های ۱۹۲۶ الی ۱۹۳۰ تولید شدند. هواپیماهای مذکور، مجهز به موتورهای Lorraine-Dietrich 12Eb و Hispano-Suiza 12Ha بوده و تا اواخر دهه ۱۹۳۰ در خدمت باقی ماندند.

 بولیوی
- نیروی هوایی بولیوی ۱۰ فروند خریداری نمود و از آنها در جنگ چاکو علیه نیروهای پاراگوئه استفاده نمود.

 برزیل
- نیروی هوایی برزیل ۵ فروند در اختیار داشت.

 چین
- در دوره جنگسالاران، ژانگ زولین جنک سالارمنچوریایی ادعا می‌نمود که ۷۰ فروند برگه ۱۹ را سفارش داده‌است. اما این هواپیماها هرگز تحویل به وی نشدند. به همین ترتیب، سفارش چهار فروندی دولت مرکزی نیز محقق نشد. به هر روی نیروهای منچوری در سال ۱۹۲۶ یک Br.19A2 و در سال ۱۹۲۹ یک Br.19.GR را به دست آوردند.[۸]

 دولت مستقل کرواسی
- تیروی هوایی دولت مستقل کرواسی، ۴۶ فروند برگه ۱۹ را در اختیار داشت و از آنها بر علیه پارتیزان‌های یوگسلاوی استفاده می‌نمود.

 فرانسه
- - نیروی هوایی فرانسه اولین برگه ۱۹ خود را در نوع A2 از پاییز ۱۹۲۴، نوع B2 را از ژوئن ۱۹۲۶ و سپس جنگنده‌های C2 و CN2 را به کار برد. در اواخر دهه ۱۹۲۰ و اوایل دهه ۱۹۳۰، آنها پرشمارترین هواپیماهای جنگی فرانسوی بودند. در کلان‌شهر پاریس، آنها در اوایل دهه ۱۹۳۰ از خدمت کنار گذاشته شدند. آخرین Br.19 CN2 در سال ۱۹۳۵ از خدمت خارج شد. تا سال ۱۹۳۸ ۸، آنها هنوز توسط نیروی هوایی فرانسه در مستعمرات در خاورمیانه و شمال آفریقا مورد استفاده قرار می‌گرفتند - از جمله، آنها در آنجا برای سرکوب شورش‌های محلی مورد استفاده قرار می‌گرفتند.
- نیروی دریایی فرانسه

 یونان
- نیروی هوایی یونان ۳۰ فروند از مدل A2 را در اختیار داشت و برخی از آنها علیه نیروهای مهاجم ایتالیایی در سال ۱۹۴۰ مورد استفاده قرار گرفته و اطلاعات ارزشمندی در مورد تحرکات ایتالیا ارائه دادند.

 ایتالیا
- نیروی هوایی سلطنتی ایتالیا ۱ فروند برای آزمایش خریداری نمود.

 ژاپن
در آوریل ۱۹۲۵، شرکت هواپیمای ناکاجیما ۲ فروند هواپیما را به همراه امتیاز تولید آن، خریداری نمود. این خرید کاری از حامی و مروج معروف هوانوردی، گروه روزنامه آساهی شینبون بود. ناکاجیما یک نسخه مجهز به شناور را به نیروی دریایی ارائه نمود و نمونه دیگری در رقابتی برای شناسایی دریایی شرکت کرد، اما ناموفق بود. یک هواپیما دوباره با چرخ ارابه فرود وکد غیرنظامی J-BBFO به عنوان هواپیمای پستی پرواز کرد.
 ایران
- نیروی هوایی شاهنشاهی ایران ۲ فروند در اختیار داشت.

 لهستان
- نیروی هوایی لهستان ۲۵۰ فروند از مدل‌های A2 و B2 با موتورهای ۳۴۰ کیلووات (۴۵۰ اسب بخار) Lorraine-Dietrich 12Eb خریداری نمود، در طی سال‌های ۱۹۲۵ الی ۱۹۳۰، گزارش شده‌است که ۲۰ فروند از هواپیما از نوع شناسایی دوربردتر هستند، اما جزئیات آن مشخص نیست. اولین برگه ۱۹ در سال ۱۹۲۶ وارد خدمت به لهستان شد، اما بیشتر آنها در سالهای ۱۹۲۹–۱۹۳۰ تحویل داده شدند، که در طی سالهای ۱۹۳۲ الی ۱۹۳۷ از واحدهای رزمی خارج شده، و تا سال ۱۹۳۹ در واحدهای آموزشی مورد استفاده قرارمی گرفتند. این هواپیماها در طی تهاجم به لهستان در سال ۱۹۳۹ مورد استفاده قرار نگرفنه و بیشتر آنها یروی زمین نابود شدند.

 رومانی
- نیروی هوایی سلطنتی رومانی ۵۰ فروند از مدل A2 در سال ۱۹۲۷، سپس ۱۰۸ فروند از مدل B2 و ۵ فروند Br.19.7 در سال ۱۹۳۰ خریداری نمود. که تا سال ۱۹۳۸ در خدمت بودند.

 شوروی
- نیروی هوایی شوروی یک فروند برای آزمایش خریداری نمود.

 پادشاهی اسپانیا و  جمهوری اسپانیا
- نیروی هوایی اسپانیادر سال ۱۹۲۳ یک نمونه اولیه و مجوز خرید این هواپیما را خریداری نموده و تولید انواع A2 و B2 را در شرکت کاسا آغاز کرد. ۱۹ فروند اولیه به صورت ساخته شده از فرانسه وارد شده، ۲۶ فروند بعدی از قطعات فرانسوی تکمیل شد، سپس ۱۷۷ فروند بعدی در اسپانیا ساخته شد (۵۰ فروند از آنها دارای موتور هیسپانو-سوئیزا و بقیه دارای موتور لورن-دیتریش 12Eb بودند). برگه ۱۹ تجهیزات هواپیمای اصلی نیروهای اسپانیا در کاربری‌های بمب افکن و واحدهای شناسایی تا اوایل دوران جنگ داخلی اسپانیا بود. در ژوئیه ۱۹۳۶، کمتر از ۱۰۰ فروند از آنها در نیروی هوایی جمهوری خواهان اسپانیا مشغول به خدمت بودند. برگه ۱۹ به‌طور فعال به عنوان بمب افکن در طول جنگ، به ویژه از طرف نیروهای دولتی مورد استفاده قرار گرفت. در سال ۱۹۳۶، ناسیونالیست‌ها ۲۰ فرونداز این هواپیما را از سندیکای صنعت اسلحه لهستان SEPEWE خریداری نمودند. با ظهور جنگنده‌های مدرن تر، برگه ۱۹‌ها متحمل خسارات زیادی شده و پس از سال ۱۹۳۷ از خدمات خط مقدم خارج شد. جمهوری خواهان ۲۸ فروند و ملی گرایان ۱۰ فروند، هواپیما از دست دادند. مابقی هواپیماها تا سال ۱۹۴۰ برای آموزش مورد استفاده قرار گرفتند.

 ترکیه

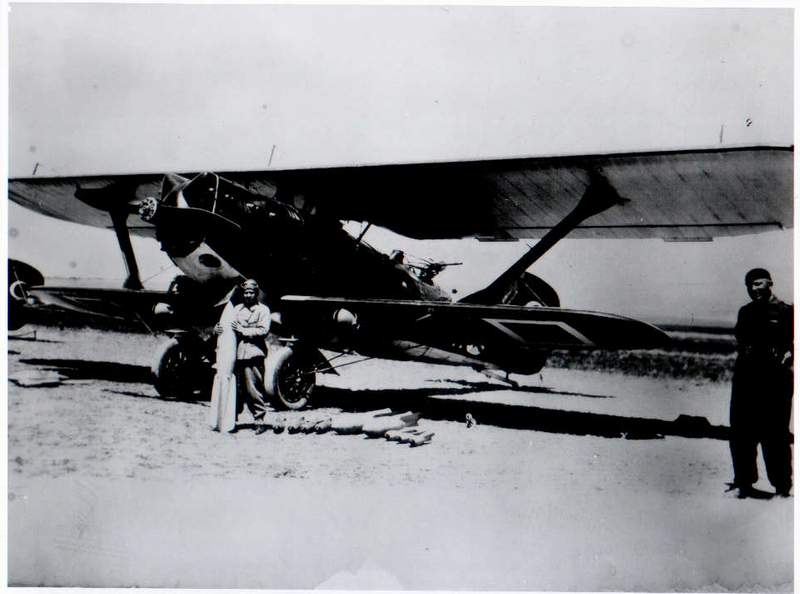
صبیحه گوکچن در کنار یک فروند برگه ۱۹، در حالی که بمبی را در دست دارد، پیش از مأموریتی برای بمباران برفراز درسیم

- نیروی هوایی ترکیه ۲۰ فروند از نوع B2 و در پی آن ۵۰ فروند Br.19.7 را درسال ۱۹۳۲ خریداری نمود. تعدادی از آنها برای ماموریت‌های یمباران و شناسایی در قیام درسیم به کارگرفته شد.

 بریتانیا
- نیروی هوایی سلطنتی یک فروند برای آزمایش خریداری نمود.

 اروگوئه
- نیروی هوایی اروگوئه

 ونزوئلا
- نیروی هوایی ونزوئلا ۱۲ فروند در اختیار داشت.

 پادشاهی یوگسلاوی
نیروی هوایی پادشاهی یوگسلاوی، ۱۰۰ فروند از مدل A2 راددر سال ۱۹۲۴ و امتیاز تولید این هواپیما را در کارخانه ای جدید در کرالیفو (واقع در صربستان امروزی) را در سال ۱۹۲۷ دریافت نمود. ۸۵ فروند اولیه با قطعات نیمه شاخته شده فرانسوی، و ۲۱۵ فروند بعدی یه طور کامل در کارخانه مذکور تولید شدند. اولین سری ۱۵۰ فروندی که وارد خدمت به نیروی هوایی یوگسلاوی شدند، مجهز به موتورهای Lorraine-Dietrich بوده و ۱۵۰ فروند بعدی به موتورهایHispano-Suiza 12Hb به قدرت ۳۷۰ کیلووات (۵۰۰ اسب بخار) و ۱۰۰ فروند آحری به موتور شعاعی Gnome-Rhone Jupiter 9Ab به قدرت ۳۱۰ کیلووات (۴۲۰ اسب بخار)مجهز بودند. از سال ۱۹۳۲، نوع Br.19.7 تولید شد. پنج فروند اول در فرانسه، ۷۵ فروند بعدی در کرالیفو (۵۱ فروند بر اساس سایر اطلاعات منتشره) تولید شدند، و ۴۸ هواپیمای دیگر که فاقد موتور بودند، در سال‌های ۱۹۳۵–۱۹۳۷ به عنوان BR.19.8 با موتورهای شعاعی Wright Cyclone به فدرت ۵۸۰ کیلووات (۷۸۰ اسب بخار) تکمیل شدند.
(برخی منابع اطلاعات متفاوتی در مورد تعداد برگه ۱۹‌های یوگسلاوی ارائه می‌دهند). برخی از این هواپیماهای یوگسلاوی پس از حمله آلمان به یوگسلاوی در سال ۱۹۴۱ در عملیات نظامی مورد استفاده قرار گرفتند.
 یوگسلاوی
نیروی هوایی یوگسلاوی، یک فروند برگه ۱۹ کروات، که بوسیله خلبان آن به نیروهای پارتیزان مارشال تیتو تسلیم شده بود را در اختیار داشته و تا زمان سرنگونی آن، در ژوئن تا ژوئیه ۱۹۴۲ از آن استفاده نمود. در آوریل ۱۹۴۵، دو فروند دیگر به دست نیروهای کمونیست افتاده و برای تعقیب اوستاش‌ها (نیروهای ملی‌گرای کروات که فدرت را در دولت مستقل کرواسی در اختیار داشتند) مورد استفاده قرار گرفتند.

## مشخصات (Br 19 A.2)
داده‌ها از The Encyclopedia of World Aircraft
ویژگی‌های عمومی
- خدمه: ۲
- طول: ۹٫۶۱ متر (۳۱ فوت ۶ اینچ)
- پهنای بال: ۱۴٫۸۳ متر (۴۸ فوت ۸ اینچ)
- ارتفاع: ۳٫۶۹ متر (۱۲ فوت ۱ اینچ)
- مساحت بال‌ها: ۵۰ متر مربع (۵۴۰ فوت مربع)
- وزن خالی: ۱٬۳۸۷ کیلوگرم (۳٬۰۵۸ پوند)
- بیشترین وزن برخاست: ۲٬۵۰۰ کیلوگرم (۵٬۵۱۲ پوند)
- ظرفیت سوخت: ۳۶۵ لیتر (۸۰ گالون بریتانیایی؛ ۹۶ گالون آمریکایی)
- پیشرانه: ۱ عدد W-12 liquid-cooled piston engine Lorraine 12Ed Courlis, ۳۴۰ کیلووات (۴۵۰ اسب بخار)

عملکرد
- حداکثر سرعت: ۲۱۴ کیلومتر بر ساعت (۱۳۳ مایل بر ساعت، ۱۱۶ گره)
- بُرد: ۸۰۰ کیلومتر (۵۰۰ مایل، ۴۳۰ مایل دریایی)
- حداکثر ارتفاع: ۷٬۲۰۰ متر (۲۳٬۶۰۰ فوت)

تسلیحات

- اسلحه‌ها: ۱ قبضه مسلسل ثابت، شلیک رو به جلوی ۷٫۷ میلیمتر (۰٫۳۰ اینچ) ویکرز و دو قبضه مسلسل متحرک، آتش به سمت عقب ۷٫۷ میلیمتر (۰٫۳۰ اینچ) لوئیس.
- بمب‌ها: بمب‌های سبک.